# 贺拔允
賀拔允（487年—534年），一名阿鞠泥或阿泥，神武郡尖山县（今山西省忻州市神池县）人，敕勒族，北魏末期將領。

## 生平
賀拔允祖父是北魏武川镇军主、龙城县男贺拔尔头，镇防北境，遂定居武川。父親是北魏怀朔镇统军、龙城县男賀拔度拔，賀拔允善于弓马骑射，颇有胆略。賀拔允、贺拔胜、贺拔岳兄弟跟随父亲贺拔度守卫怀朔镇。524年，六镇义军破城后，贺拔父子先降后叛，袭杀了破六韩拔陵的部将卫可孤。父亲身亡，賀拔允归顺镇压河北起义的广阳王元淵担任積射将軍，守滏口。元淵失敗後，賀拔允归順尔朱荣。528年，历任征東将軍、光禄大夫，封寿阳县侯。529年，晋升征北将軍、蔚州刺史，進爵为公。530年，長广王元曄即位，賀拔允转任开府仪同三司，改封燕郡公，兼侍中。531年，賀拔允出使柔然。賀拔允归还至晋陽，与晋州刺史高欢相结交。高欢出山东，举兵於信都反爾朱氏，賀拔允颇受高欢信重，参与高欢起兵計策制定。高欢拥立安定王元朗即位，賀拔允转任司徒，領尚書令。高欢入洛陽执政，賀拔允进爵为王，转任太尉，加侍中。
534年，魏孝武帝忌恨高欢专横，与贺拔允之弟贺拔岳結託。贺拔岳死後，孝武帝又和贺拔允另一个弟弟贺拔胜交通。但是贺拔允因为和高欢有旧交，继续擁護高欢。魏孝武帝入关中，高欢立魏孝静帝建立東魏後，贺拔允和高欢出猎，有人告发贺拔允用弓箭对准高欢。高欢賜死贺拔允，将他饿死在楼上，时年四十八岁。高欢亲临哭丧，追贈定州刺史、五州軍事。

## 家庭

### 兄弟姐妹
- 贺拔胜，西魏骠骑大将军、开府仪同三司、太师、琅邪贞献公
- 贺拔岳，北魏骠骑大将军、开府仪同三司、尚书左仆射、关中大行台、大都督、清水武庄公
- 贺拔颎，西魏侍中、持节、都督鄜豳丹北雍四州刺史、骠骑大将军、开府仪同三司、顿丘县公
- 贺拔氏，嫁仪同三司、朔州刺史刘庆，所生女儿嫁贺兰祥

### 子女
- 贺拔世文
- 贺拔世乐
- 贺拔難陀，高欢一起召他们与自己的儿子同学。武定年间，敕居定州，赐田宅。

## 延伸阅读
[在维基数据编辑]
 《北齊書/卷19》，出自李百药《北齊書》
 《周書·卷14》，出自令狐德棻《周書》
 《北史·卷049》，出自李延壽《北史》